# За годину до світанку
«За годину до світанку» — радянський двосерійний телефільм 1973 року, знятий режисерами Еразмом Карамяном і Нерсесом Оганесяном на кіностудії «Вірменфільм».

## Сюжет
Телефільм за мотивами п'єси Йосипа Прута «Бронепоїзд Князь Мстислав Удалий». Дія відбувається у 1920 році у Поволжі під час громадянської війни. Про героїчну боротьбу екіпажу бронепоїзда.

## У ролях
- Армен Джигарханян — Армен Андранікян, комісар
- Олександр Лазарєв  — Державін, командир бронепоїзда
- Світлана Немоляєва — Ольга Державіна
- Никифор Колофідін — Антон Гусєв, машиніст
- Наталія Беспалова — Олена Гусєва, дочка машиніста
- Сергій Харченко — Тарас Журба
- Олексій Ейбоженко — Степан Суслов
- Гурген Тонунц — Джигіт
- Лев Вайнштейн — Яша Кацман, аптекар із Жмеринки
- Валентин Брилєєв — Федотов
- Руслан Ахметов — Садик Курнабаєв, кочегар
- Володимир Кенігсон — Сєдих, полонений генерал
- Олександр Барушний — Степан Антонович Дроздов, генерал
- Ян Краснянський — Ікаєв, начальник контррозвідки генерала Дроздова
- Володимир Гуляєв — Фрідріх Августович Нолькен, штабс-капітан
- Борис Бітюков — Котиков, поручик
- Микола Горлов — Орлов, ротмістр
- Олексій Бахар — Заржецький, капітан
- Сергій Голованов — Мягков, полковник
- Геннадій Барков — червоний командир
- Олена Вольська — баба з гусями
- Валентин Грачов — білогвардієць
- Анатолій Іванов — офіцер
- Олександр Петров — білогвардієць
- Рафаель Сароян — опер-капітан
- Всеволод Тягушев — білогвардієць

## Знімальна група
- Режисери — Еразм Карамян, Нерсес Оганесян
- Сценарист — Йосип Прут
- Оператор — Артем Джалалян
- Композитор — Олександр Арутюнян
- Художник — Валентин Подпомогов